# Kyokushin World Open Tournament
Le Kyokushin World Open Tournament (littéralement « tournoi mondial ouvert de Kyokushin ») est la compétition majeure du style de karaté appelé Kyokushinkai. Depuis 1975, il est organisé tous les 4 ans au Taikukan de Tokyo, par l'International Karate Organization Kyokushinkaikan. Par définition ("open"), il ne comporte aucune catégorie de poids.
Le 10th World Open Tournament a eu lieu du 4 au 6 novembre 2011, avec la participation de 192 combattants. 

## Règles
Les combats se déroulent à frappes réelles, avec recherche du K-O. de l'adversaire (K-O. system). Sont cependant interdites les frappes de poing et de coude à la tête.

## Durée des combats
Les combats durent 2 minutes en phases éliminatoires, puis 3 minutes à partir des seizièmes de finale. 
En cas d'égalité, une prolongation de 2 minutes (deux prolongations à partir des seizièmes de finale) permet de départager les combattants.

## Résultats
- 1st World Open Tournament (1–3 Novembre 1975)
- 2nd World Open Tournament (23–25 Novembre 1979)
- 3rd World Open Tournament (20–22 Janvier 1984)
- 4th World Open Tournament (6–8 Novembre 1987)
- 5th World Open Tournament (2–4 Novembre 1991)

| Place | 1st World Open    | 2nd World Open  | 3rd World Open    | 4th World Open      | 5th World Open      |
| ----- | ----------------- | --------------- | ----------------- | ------------------- | ------------------- |
| 1     | Katsuaki Satō     | Makoto Nakamura | Makoto Nakamura   | Akiyoshi Matsui     | Kenji Midori        |
| 2     | Hatsuo Royama     | Keiji Sanpei    | Keiji Sanpei      | Andy Hug            | Akira Masuda        |
| 3     | Joko Nimoniya     | Willie Williams | Akiyoshi Matsui   | Akira Masuda        | Hiroki Kurosawa     |
| 4     | Daigo Oishi       | Takashi Azuma   | Ademir Da Costa   | Michael Thompson    | Jean Riviere        |
| 5     | Toshikazu Sato    | Howard Collins  | Yasuto Onishi     | Ademir Da Costa     | Kenji Yamaki        |
| 6     | Takashi Azuma     | Bernard Creton  | Nicholas Da Costa | Hiroki Kurosawa     | Yutaka Ishii        |
| 7     | Charles W. Martin | Ceno Maxer      | Keizo Tahara      | Yasuhiro Shichinohe | Yasuhiro Shichinohe |
| 8     | Frank Clark       | Koichi Kawabata | Dave Greaves      | Nicholas Da Costa   | Johnny Kleyn        |

Depuis la disparition en 1994 de Masutatsu Oyama, le fondateur du Kyokushinkai, l'IKO (International Karate Organization Kyokushinkaikan) a éclaté en plusieurs organisations, dont l'IKO 2 (Shinkyokushinkai ou Midori group) et l'IKO 3 (Matsushima group) qui organisent leurs propres championnats du monde (ou World Open Tournaments). Depuis sa 6e édition, le Kyokushin World Open Tournament n'est donc plus unifié.
- 6th World Open Tournament IKO1 (3–5 Novembre 1995)
- 7th World Open Tournament IKO1 (5–7 Novembre 1999)
- 8th World Open Tournament IKO1 (1–3 Novembre 2003)
- 9th World Open Tournament IKO1 (16–18 Novembre 2007)
- 10th World Open Tournament IKO1 (4–6 Novembre 2011)
- 11th World Open Tournament IKO1 (20–22 Novembre 2015)
- 12th World Open Tournament IKO1 (22–24 November 2019)
- 13th World Open Tournament IKO1 (17–19 Novembre 2023)

| Place | 6th World Open  | 7th World Open      | 8th World Open   | 9th World Open    | 10th World Open      | 11th World Open   | 12th World Open      | 13th World Open      |
| ----- | --------------- | ------------------- | ---------------- | ----------------- | -------------------- | ----------------- | -------------------- | -------------------- |
| 1     | Kenji Yamaki    | Francisco Filho     | Hitoshi Kiyama   | Ewerton Teixeira  | Tariel Nikoleishvili | Zahari Damyanov   | Mikio Ueda           | Aleksandr Eremenko   |
| 2     | Hajime Kazumi   | Hajime Kazumi       | Sergey Plekhanov | Jan Soukup        | Ewerton Teixeira     | Djema Belkhodja   | Aleksandr Eremenko   | Kaito Nishimura      |
| 3     | Francisco Filho | Alexander Pichkunov | Ewerton Teixeira | Artur Oganasian   | Goderzi Kapanadze    | Darmen Sadvokasov | Andrei Luzin         | Andrei Luzin         |
| 4     | Garry O'Neill   | Glaube Feitosa      | Glaube Feitosa   | Darmen Sadvokasov | Makoto Akaishi       | Kiril Kochnev     | Yuta Takahashi       | Antonio Tusseau      |
| 5     | Nicholas Pettas | Nicholas Pettas     | Lechi Kurbanov   | Andrey Stepin     | Zahari Damyanov      | Ashot Zarinyan    | Konstantin Kovalenko | Igor Zagainov        |
| 6     | Hiroki Kurosawa | Yasuhiro Kimura     | Yasuhiro Kimura  | Alejandro Navarro | Nikolai Davydov      | Mikio Ueda        | Ryunosuke Hoshi      | Konstantin Kovalenko |
| 7     | Luciano Basile  | Ryuta Noji          | Sergey Osipov    | Eduardo Tanaka    | Alexander Yeremenko  | Ivan Mezentsev    | Igor Zagainov        | Maksim Ekimov        |
| 8     | Glaube Feitosa  | Ryu Narushima       | Hiroyuki Kidachi | Tatsuya Murata    | Ilya Karpenko        | Shoki Arata       | Shoki Arata          | Aleksei Fedoseev     |